# Dalai Lama Renaissance
Dalai Lama Renaissance ist ein Dokumentarfilm, gedreht im Jahr 2000 zu einer Konferenz mit dem Dalai Lama in Dharamsala, Indien.
Regisseur und Produzent Khashyar Darvich hielt das einwöchige Ereignis mit einem 18-Mann-Filmteam fest. Als Erzähler spricht der Schauspieler Harrison Ford. Der offizielle Filmstart in Deutschland war am 30. Oktober 2008.

## Handlung
Der Film begleitet dokumentarisch vierzig Denker, die sich als „Synthesis Group“ zusammengefunden haben, zu einem Workshop mit dem Dalai Lama in seiner Residenz in Nordindien. Die Reise beginnt in Indien mit dem Aufeinandertreffen von Buddhisten, Katholiken, Philosophen und Physikern. Das Ziel aller sei dabei, eine Methodik zu entwickeln, um einen gesellschaftlichen Wandel herbeizuführen und mögliche Lösungssätze für aktuelle Probleme zu finden.

## Auszeichnungen
- Bester Dokumentarfilm, Peace Award (Monaco International Film Festival 2007)[1]
- Grand Jury Prize (Canada International Film Festival 2007)[2]
- Bester Dokumentarfilm, Audience Award – Bester Dokumentarfilm (Moondance International Film Festival 2007)[3]
- Grand Jury Special Prize (Barbados International Film Festival 2007)[4]
- Audience Award – Bester Dokumentarfilm (Big Bear International Film Festival 2007)[5]
- Koshino Miyako Award (Global Peace F. F. Japan 2007)[6]
- People’s Choice Award (Frozen River Film Festival 2008)[7]
- Audience Award (Sedona International Film Festival 2008)[8]
- Gold Remi Award (Houston International Film Festival 2008)[9]